# Home Sweet Home '91
För sången från 1984, se "Home Sweet Home".
"Home Sweet Home '91" är en remix från 1991 av en sång från 1984 av det amerikanska hårdrock / glam metalbandet Mötley Crüe. Den finns med på samlingsalbumet Decade of Decadence, och släpptes även som singel. 
Singeln nådde en trettiosjunde (#37) placering på Billboard Hot 100, vilket är senaste gången Mötley Crüe kommit upp på topp 40 på den listan. 
Texten skrevs av Nikki Sixx, musiken av Sixx, Vince Neil och Tommy Lee. 

## Medverkande
- Vince Neil - sång
- Mick Mars - gitarr
- Nikki Sixx - bas
- Tommy Lee - trummor